# Puchar Świata w Kolarstwie Szosowym 1997
Puchar Świata w kolarstwie szosowym w sezonie 1997 to dziewiąta edycja tej imprezy. Organizowany przez UCI, obejmował dziesięć wyścigów, z których wszystkie odbyły się w Europie. Pierwszy wyścig – Mediolan-San Remo – odbył się 22 marca, a ostatni – Giro di Lombardia – 21 października.
Trofeum sprzed roku bronił Belg Johan Museeuw. W tym sezonie w klasyfikacji generalnej najlepszy okazał się Włoch Michele Bartoli. Najlepszym teamem okazał się francuski La Française des Jeux.

## Kalendarz
| Data  | Wyścig                          | Zwycięzca        | Drugi                | Trzeci               |
| ----- | ------------------------------- | ---------------- | -------------------- | -------------------- |
| 22.03 | Mediolan-San Remo               | Erik Zabel       | Alberto Elli         | Biagio Conte         |
| 06.04 | Ronde van Vlaanderen            | Rolf Sørensen    | Frédéric Moncassin   | Franco Ballerini     |
| 13.04 | Paryż-Roubaix                   | Frédéric Guesdon | Jo Planckaert        | Johan Museeuw        |
| 20.04 | Liège-Bastogne-Liège            | Michele Bartoli  | Laurent Jalabert     | Gabriele Colombo     |
| 26.04 | Amstel Gold Race                | Bjarne Riis      | Andrea Tafi          | Beat Zberg           |
| 09.08 | Clásica de San Sebastián        | Davide Rebellin  | Ołeksandr Honczenkow | Stefano Colagè       |
| 17.08 | Rochester International Classic | Andrea Tafi      | Andrea Ferrigato     | Gianluca Bortolami   |
| 24.08 | Mistrzostwa Zurychu             | Davide Rebellin  | Jan Ullrich          | Rolf Sørensen        |
| 05.10 | Paryż-Tours                     | Andrei Tchmil    | Maximilian Sciandri  | Henk Vogels          |
| 21.10 | Giro di Lombardia               | Laurent Jalabert | Paolo Lanfranchi     | Francesco Casagrande |

## Klasyfikacja indywidualna
| Lp. | Zawodnik            | Team                      | Punkty |
| --- | ------------------- | ------------------------- | ------ |
| 1.  | Michele Bartoli     | MG Maglificio – Technogym | 280    |
| 2.  | Rolf Sørensen       | Rabobank                  | 275    |
| 3.  | Andrea Tafi         | Mapei – GB                | 240    |
| 4.  | Davide Rebellin     | La Française des Jeux     | 238    |
| 5.  | Laurent Jalabert    | Once                      | 214    |
| 6.  | Andrei Tchmil       | Lotto                     | 212    |
| 7.  | Maximilian Sciandri | La Française des Jeux     | 192    |
| 8.  | Beat Zberg          | Mercatone Uno             | 140    |
| 9.  | Alberto Elli        | Casino                    | 120    |
| 10. | Gianluca Bortolami  | Festina – Lotus           | 115    |

## Klasyfikacja drużynowa
| Lp. | Team                  | Punkty |
| --- | --------------------- | ------ |
| 1.  | La Française des Jeux | 82     |
| 2.  | Mapei-GB              | 57     |
| 3.  | TVM-Farm Frites       | 48     |
| 4.  | Festina-Lotus         | 42     |
| 5.  | Rabobank              | 42     |